# 중국의 로마 가톨릭교회
중국에서도 한국과 같이 로마 가톨릭교회를 천주교(天主教)라고도 부른다. 천주교라는 명칭은 로마 가톨릭교회를 포함한 기독교에서 흠숭하는 삼위일체의 마테오 리치가 천주실의를 통해 '천주'(天主)로 번역한데서 비롯된 것이다. 천주실의는 중국 뿐만 아니라, 한국이 천주교를 수용하는 데에 있어서도 영향을 주었다.

## 국공 내전이전 (16세기 ~ 1949년)
1576년 마카오에 중국 최초의 가톨릭 교구가 세워져, 중국 대륙 전체를 관장하였다. 16세기에서 19세기에 이르는 동안 중국 가톨릭교회는 난징(1660년), 푸젠(1696년), 샤먼(1883년) 등 여러 차례에 걸쳐 교구가 분할되어 새로 설립되었다.
수세기 동안 가톨릭교회는 중국인들에게 종교적으로 접근하기가 매우 어려웠다. 가장 큰 원인은 역시 가톨릭교회가 죽은 가족에게 제사를 바치며 예를 표하는 중국 현재의 유교적 관습을 미신행위로 보고 엄격하게 금지한 것이다. 중국인들에게 있어 조상 제사는 옛날부터 내려온 미풍양속이었지만, 교황청에서 바라볼 때는 교회의 가르침에 어긋나는 우상숭배에 불과했다. 그 결과, 중국 내에서 가톨릭교회의 교세는 극히 미미한 수준에 불과하였다. 조상 제사 금지에 관한 교황청의 가르침은 20세기에 와서 바뀌게 되었다. 교황 비오 12세가 1939년 《중국 의례에 관한 훈령》을 통해 조상 제사에는 종교적인 의미가 없다고 선언함으로써 조상 제사에 대해 관용적인 조치를 취한 것이다. 교황청 포교성은 《이제는 분명히(Plane Compertum)》라는 담화문을 통해, 중국인 신자들에게 조상 제사가 거행될 때 단순히 사회적 관습의 의미로만 거행될 경우에는 적극적으로 참여해도 되지만, 만일 그 예절 속에 종교적이거나 미신적인 요소가 있을 경우에는 소극적으로 참여하도록 당부하였다. 교황청이 이렇게 조상 제사를 부분적으로나마 허용한 배경에는 조상제사가 미신이나 우상숭배가 아니라 사회 문화적 풍속이라고 전향적으로 해석했기 때문이다.
천주교 북경교구장 구베아(Alexander de Gouvea) 주교는 조선의 초기 천주교도들이 시행하고 있던 가성직제도가 교회법을 어긴 사실에 대해서는 책망했지만 그들의 열정적인 신앙은 칭찬했으며, 조선에 천주교 신부를 보내 주기로 하는 한편, 그는 조선에 제사 금지령을 내렸다.(1790년) 북경 교구는 조선에 청나라 사람 오 신부를 보냈으나(1793년) 신해박해(1791년)의 여파로 조선 입국에 실패한 후 병사하였다. 재차, 구베아 주교는 외모나 분위기가 조선 사람과 매우 닮은 주문모 신부를 선교사로 파송한다(1794년). 주문모 신부는 세례와 미사집전, 지방 전도 등의 천주교회 선교사로서의 소임을 1801년 신유박해로 순교할 때까지 실천하였다.
1805년에 들어서면서 중국 천주교회도 역시, 제사를 금지한 천주교회를 중국의 전통을 파괴하는 무리로 본 중국사회의 저항으로, 천주당(天主堂, 중국에서 천주교 성당을 가리키는 말)과 신학교가 파괴당하는 등의 박해를 받기 시작해, 조선 천주교회에 선교사를 보낼 여유가 없어졌다.  파리 외방전교회 선교사 피에르 모방 신부가 조선에 입국(1836년 1월 12일 (1835년 음력 11월 24일)한 후, 모방 신부는 유방제 신부를 중국으로 돌려보냈다.  조선에서 선교 중이던 피에르 모방 신부는 김대건·최양업·최방제를 마카오 신학교에 보내서 공부하도록 하였다. 이는 모방 신부가 조선에서 비교적 가까운 북경신학교나 중국인 신부양성소를 탐탁스럽게 여기지 않았기 때문에, 이들이 마카오까지 가서 유학을 하게 된 것이었다.
1842년에는 프랑스로부터 선교사 클로드 고틀랑(Claude Gotteland) 신부, 프랑수아 에스테브 신부, 그리고 벤자멩 브뤼에르(Benjamin Brueyre) 신부가 상하이에 도달하였다.(6월 12일)

## 중화인민공화국건국 이후 (1949년 ~ 현재)
1949년 중화인민공화국이 수립된 이후, 중국 공산당은 가톨릭교회를 포함한 모든 종교를 철저하게 국가의 감독과 감시 아래 두고 있다. 법적으로 중화인민공화국 내의 모든 종교는 공산당 정부로부터 승인을 받아야만 포교 활동을 할 수 있다. 현재 모든 가톨릭교회의 경신례는 공산당 정부가 승인한 중국천주교애국회 소속 성당에서만 행해질 수 있다. 중국천주교애국회는 교황의 수위권을 거부한 채 중국 공산당의 지시를 따르고 있다.
이러한 국가의 지시에 불응하며 저항한 성직자들은 체포되어 궁핀메이 추기경처럼 장기간 감금당하거나 고문 및 순교 등의 엄청난 탄압을 받았다. 외국인 선교사들은 중국을 점령하기 위해 서구 열강의 제국주의자들이 보낸 스파이라는 혐의를 씌웠다. 오늘날에도 가톨릭 성직자들에 대한 중국 공산당의 감시와 통제는 나날이 심해지고 있다. 주교들과 사제들은 자신들의 생활비를 벌기 위해 어쩔 수 없이 힘든 노역사업에 종사하고 있는 실정이다. 중국천주교애국회에 가입하지 않고 교황좌와 일치해 있는 가톨릭 신자들은 정부의 눈을 피해 비밀리에 지하 교회로 활동하고 있다. 중국 공산당 정부는 암암리에 존재하는 지하 교회 성직자들과 신자들을 사교로 규정하고 여전히 박해하고 있다. 현재 성좌와 일치해있는 중국 지하교회 신자 수는 8백만 명, 중국천주교애국회에 가입한 신자 수는 5백만 명으로 추산하고 있다. 최근에는 교황의 인준 없이 중국천주교애국회에서 자체적으로 주교들을 임명하고 있는 문제로 중화인민공화국과 바티칸 시국 간에 갈등이 빚어지고 있다. 교황청은 교황의 허락 없이 주교를 임명할 수 없으며, 이는 교황의 권위에 대한 도전이자 자동 파문을 초래하는 행위라고 반발하고 있지만, 중화인민공화국 정부는 이 같은 교황청의 입장에 전혀 개의치 않고 있다.

### 교황의 중국 가톨릭주교 임명권 회복 합의
2018년 교황청과 중국간 약속에 의해  중국의 가톨릭주교는 앞으로는 교황의 승인을 받도록 합의 되었으며 중국공산당이 그동안 교황청 승인없이 임의로 임명한 주교도 교황청은 승인하기로 합의되었음

## 같이 보기
- 중국의 로마 가톨릭 교구 목록
- 홍콩의 로마 가톨릭교회 - 마카오와 홍콩에서는 예외적으로 가톨릭교회가 국가의 통제로부터 벗어나 자유를 누리고 있다.
- 대만의 로마 가톨릭교회

## 참고 문헌
- 앙리 코르디에(Henri Cordier) (1921). 《중국 및 외국과의 관계에 관한 일반 역사 제4권(Histoire Générale de la Chine et de ses relations avec les pays étrangers : vol.4)》. Librairie Paul Geuthner.
- 중국 지하교회 사제, “중국의 가톨릭, 재앙을 겪고 있다”